# NaturGut Ophoven

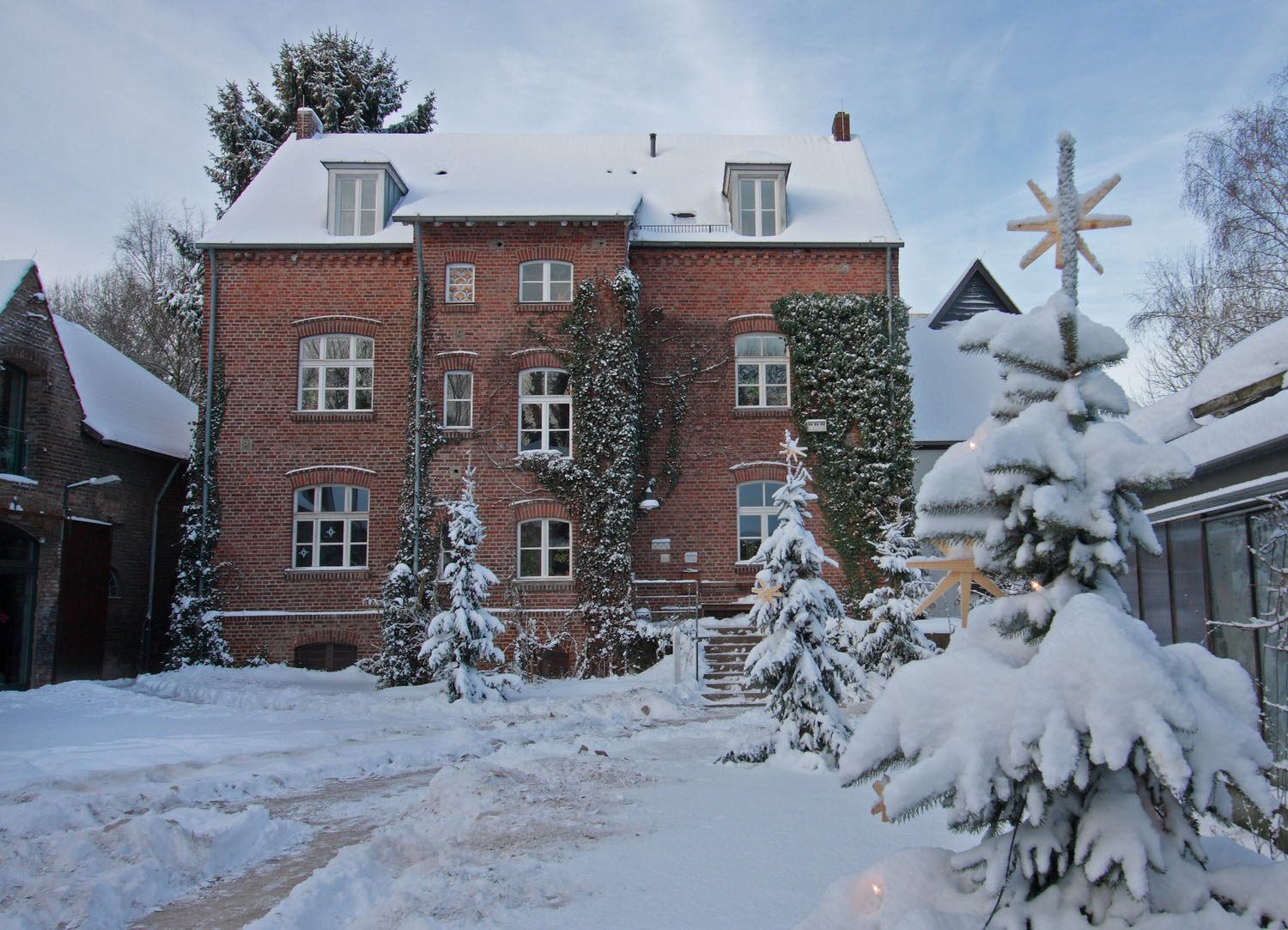
Das Hauptgebäude von NaturGut Ophoven

Das NaturGut Ophoven ist ein Umweltbildungszentrum für Kinder und Erwachsene in Leverkusen. Es wurde 1984 als Natur- und Schulbiologiezentrum auf dem Gelände eines alten Gutshofes im Stadtteil Opladen gegründet. Das NaturGut Ophoven ist als BNE-Regionalzentrum Teil eines Netzwerks außerschulischer Lernorte, das zur Verankerung von Bildung für nachhaltige Entwicklung in der nordrhein-westfälischen Bildungslandschaft beiträgt.

## Merkmale

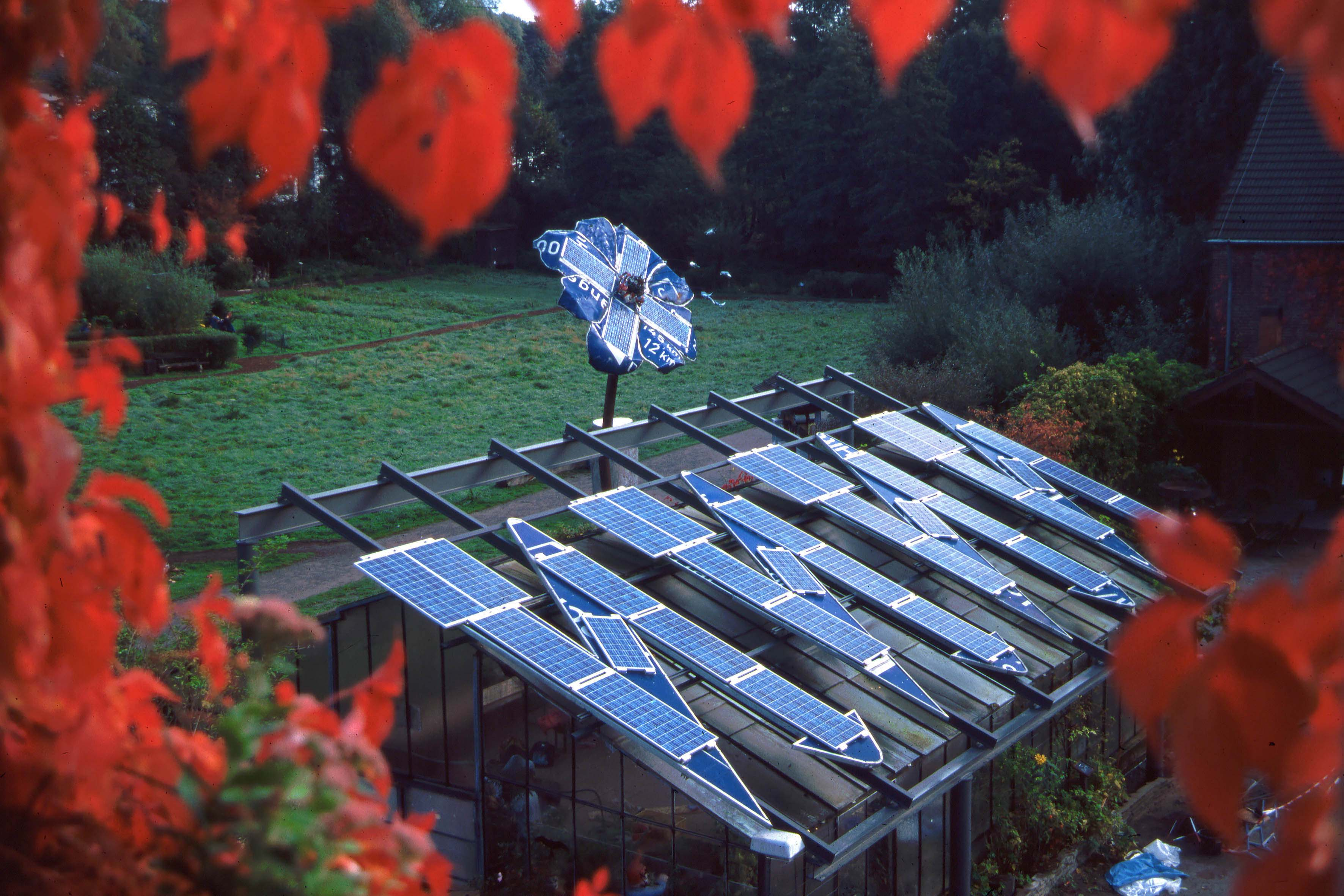
Das Gewächshaus mit Solarinstallationen

Zum Zentrum gehört als eines der ältesten Gebäude der Stadt der Rest einer Burganlage aus dem 13. Jahrhundert. Die Anlage ist umgeben von Wald und Wiesen. Das NaturGut Ophoven und umfasst das Kinder- und Jugendmuseum EnergieStadt und ein sechs Hektar großes Gelände mit Teichen, Wiesen und Gärten.
Schulen sowie Kindergärten können Erlebnisprogramme zu Natur- und Umweltschutz, zum Klimawandel und zu erneuerbaren Energien besuchen. Das NaturGut Ophoven arbeitet nach den Grundsätzen der Bildung für eine nachhaltige Entwicklung. Ziel der Pädagogik ist, die Teilnehmenden für einen nachhaltigen Umgang mit der Natur und einen gerechten Zugang aller Menschen zu ihren natürlichen Lebensgrundlagen zu sensibilisieren.

## Geschichte

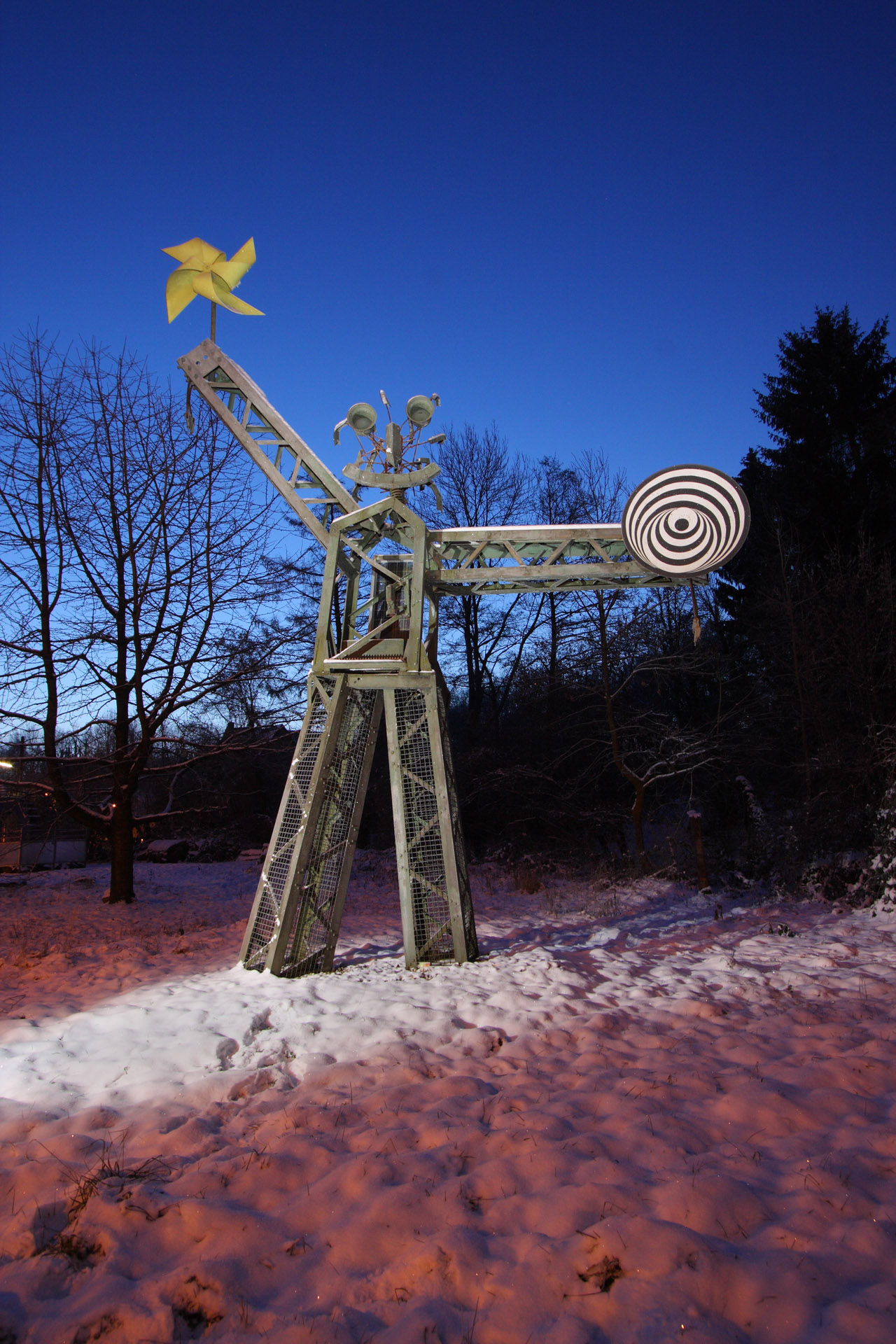
Die Kunstinstallation „Der Recyclist“ auf dem Gelände von NaturGut Ophoven

Im Dezember 1983 gründeten rund 20 Naturschützer den „Förderverein Natur- und Schulbiologiezentrum“. Im März 1984 übergab die Stadt Leverkusen dem „Förderverein Natur- und Schulbiologiezentrum Leverkusen e. V.“ Teile des Geländes vom Gut Ophoven zur Nutzung. Damit begann der Aufbau des Umweltzentrums durch freiwillige Naturschützer.
Das Pächterhaus und die Scheunendächer wurden als erste städtische Gebäude baubiologisch durch die Stadt Leverkusen renoviert. Unter dem Motto „Hineinfliegen und sich wohlfühlen“ wurden in die Außenmauern Vogelnistkästen eingebaut.
1988 richtete der Rat der Stadt Leverkusen das Zentrum der Umweltbildung in städtischer Trägerschaft ein. Seither arbeiten die Stadt Leverkusen und der Förderverein gemeinsam mit der gleichen Zielsetzung für die Umweltbildung.
Nach und nach entstanden auf dem Gelände verschiedene Demonstrationsanlagen, Teiche, Wallhecken, Erlebnis- und Ruheplätze, ein Schulgarten und ein Bienenhaus.
Seit einigen Jahren zieren die Solarkunstwerke des Metallkünstlers Odo Rumpf das Gelände. Zwei SolarBlumen, SolarBlitze, eine SolarAllee und die Metallskulptur „Recyclist“, zusammengeschweißt aus wiederverwerteten Autobahnschildern und bestückt mit Solarzellen, stehen für eine nachhaltige Ressourcennutzung auf dem NaturGut Ophoven.
1998 begann der Umbau einer der beiden alten Scheunen. Die Außenmauern des unter Denkmalschutz stehenden Gebäudes wurden erhalten, im Inneren entstand die handlungsorientierte Erlebnisausstellung EnergieStadt, deren erster Teil, die EnergieStation, im Jahr 2000 von Umweltministerin Bärbel Höhn eröffnet wurde. Zwei Jahre später folgte der Ausstellungsteil „StadtSpaß“ im Obergeschoss des Gebäudes. Das Hochwasser im Juli 2021 hat das Gelände und die Gebäude stark zerstört. Das Kinder- und Jugendmuseum EnergieStadt muss während der umfangreichen Sanierungsarbeiten ab Sommer 2025 schließen. An einem Ausweichstandort wird die Ausstellung „Die MutReiferei – Das Kindermuseum von morgen!“ eröffnet. Hier steht alles unter dem Motto „Mut und Klimaschutz“.
Das Gelände wurde 2013 zum ersten KlimaErlebnisPark in Deutschland weiterentwickelt. Zahlreiche Installationen und Stationen sollen die Besucher für das Thema Klimawandel und klimafreundliches Verhalten sensibilisieren.

## Kompetenzzentrum für Klimabildung

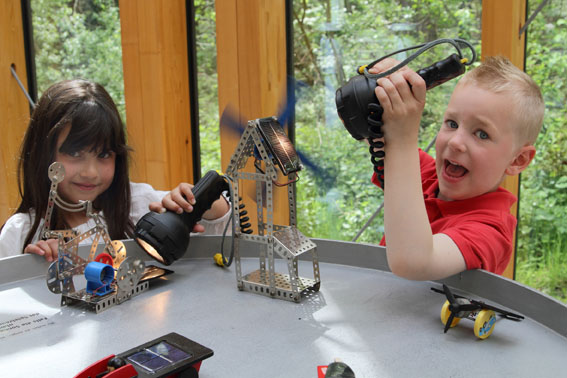
Spielerisch Erneuerbare Energien entdecken

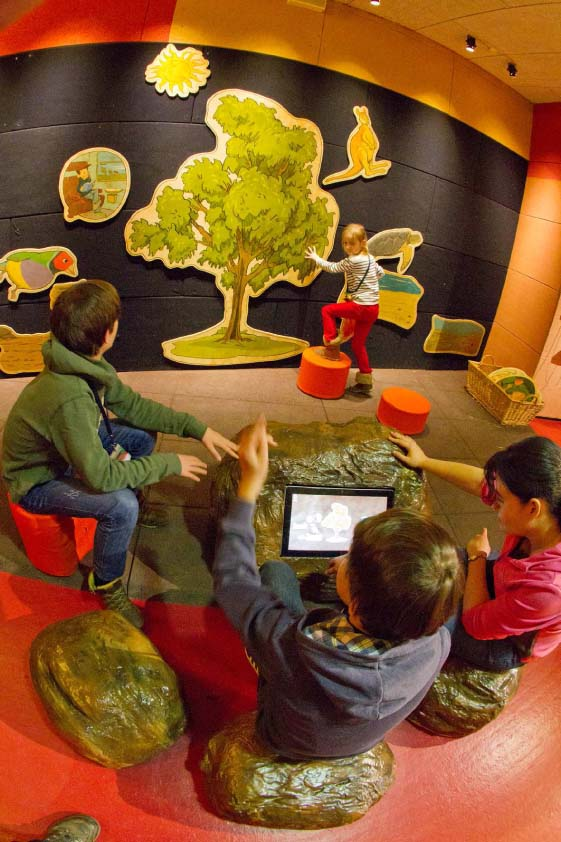
Erlebnisausstellung „Auf der Suche nach dem KlimaGlück“, Themenbereich Australien

Klimabildung und erneuerbare Energien sind Schwerpunkte und integrale Bestandteile der gesamten Arbeit auf dem NaturGut Ophoven. Kurse im Kinder- und Jugendmuseum EnergieStadt sowie auf dem Gelände machen auf den Einfluss von Ernährung, Mobilität und Konsumverhalten auf den Klimawandel aufmerksam und geben Anregungen, wie nachhaltiger gelebt werden kann.
An städtischen Schulen und Kindergärten organisiert der Verein das Energiesparprojekt „energieLux“. Durch Aufklärungsarbeit und Aktionen sollen Kinder und Jugendliche mit ihren Lehrern und Erziehern lernen, effizienter mit den Ressourcen der Erde umzugehen.
Die Ergebnisse des zweijährigen Forschungsprojekts „Wir erleben Energie“ war die Ausgangsbasis für ein umfangreiches Praxishandbuch. Dieses 2007 erschienene Buch „Ein Königreich für die Zukunft – Energie erleben durch das Kindergartenjahr“ gibt Erziehern die theoretischen Grundlagen und praxisorientierte Anleitungen, um das Thema „Energie erleben“ schon Kindergartenkindern anschaulich zu vermitteln. 2013 erschien das bundesweit erste Handbuch für den Elementarbereich zum Thema Klimaschutz: „Kleiner Daumen - große Wirkung. Klimaschutz im Kindergarten“. Das Handbuch gibt Tipps und Informationen zur Behandlung dieses Themas bereits im Kindergarten. Ab Sommer 2025 wird diese Reihe durch ein Praxishandbuch zum Thema Nachhaltigkeit und den 17 Zielen für Nachhaltigkeit ergänzt. Zu allen Handbüchern werden regelmäßig Fortbildungen angeboten.
Neben der pädagogischen Arbeit führen der Förderverein NaturGut Ophoven, der BUND und der NABU seit 2008 außerdem die Kampagne „Klimaschutz – Jeder, jeden Tag“ durch. Die Informations- und Öffentlichkeitskampagne in Leverkusen und Köln bringt mit Bannern, Fahnen und vielfältigen Presseveranstaltungen Bürgern die Wichtigkeit des Klimaschutzes nahe. Es gibt zahlreiche Aktivitäten, viele Tipps und Anregungen, wie im täglichen Leben das Klima geschützt werden kann.
Im Rahmen der Klimaschutz-Kampagne organisierte das Zentrum von 2010 an, viermal in Folge, gemeinsam mit der Stadt Leverkusen, der Wirtschaftsförderung Leverkusen, der örtlichen IHK, der Kreishandwerkerschaft und großen Partnerunternehmen den „Klima-Frühschoppen“. Eine Technologiemesse für Leverkusener Unternehmer, um auf energieeffiziente Verfahren und Technologien aufmerksam zu machen.
Das Zentrum arbeitet mit vielen Partnern zusammen, u. a. der Arbeitsgemeinschaft Natur- und Umweltschutz ANU, dem NABU-Leverkusen, dem BUND-Leverkusen und der NABU-Naturschutzstation Leverkusen-Köln, deren Büro auch in einem der Gebäudeteile des NaturGuts untergebracht ist.

## Bildungsprojekte

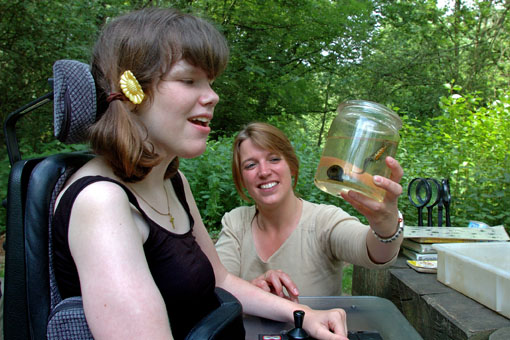
Natur erleben

Im Laufe der Jahre hat das NaturGut Ophoven zahlreiche regionale, aber auch internationale Projekte durchgeführt und sich an deutschlandweiten Kampagnen beteiligt. Einige Beispiele:
Seit 2006 nimmt der Verein an der nationalen BioBrotbox-Kampagne teil. Jedes Jahr erhalten alle i-Dötzchen in Leverkusen und im Rheinisch-Bergischen Kreis bei ihrer Einschulung eine Brotbox mit gesundem Inhalt. Mit dieser Aktion sollen die Eltern angeregt werden, ihren Kindern ein (gesundes) Schulfrühstück mitzugeben.
„Kreuzfahrt Familie“ war ein Projekt, in dem einkommensschwache Familien gemeinsam eine Ferienwoche auf dem Gut genießen konnten. Die gemeinsame Zeit sollte ihnen ermöglichen, Werte- und Erziehungsvorstellungen zu klären und so für den Erziehungsalltag gestärkt zu werden.
Mit dem zweijährigen Projekt im Rahmen der Regionale 2010 „Wasser verbindet – Alles im Fluss“ wurde das Thema Wasser als verbindendes und kommunikatives, regionales Element in den Blickpunkt gerückt.
Das Triangel-Projekt hatte das Ziel Europas Kinder fit zu machen für die Zukunft und Bürger aktiv in den bewussten Umgang mit Energie einbeziehen. Seit Mai 2007 arbeiten die Partnerstädte Leverkusen (Deutschland), Villeneuve d’Ascq (Frankreich) und Ratibor/Raciborz (Polen) auf dem Gebiet des Klimaschutzes erstmals zusammen um den bewussten Umgang mit Energie im Kindergarten voranzubringen.
Das Europaprojekt Inspire half mit den Unterricht an Schulen zu optimieren, indem es die Nutzung von außerschulischen Lernorten, insbesondere in den Bereichen erneuerbare Energien und Klimawandel, weiterentwickelte.

## Auszeichnungen
1997 wurde das NaturGut als weltweites Projekt der Weltausstellung EXPO 2000 registriert. Ein Jahr später wurde es Preissieger im Landeswettbewerb „Nachhaltige Stadtentwicklungsprojekte“. 2003 folgte die Auszeichnung des Landes NRW „best practice“ – als beispielhaftes zukunftsweisendes Projekt.
Im Dezember 2010 wurde das Zentrum mit dem Ehrenpreis „Klimaschutz Aktiv NRW“ vom Ministerium für Klimaschutz, Umwelt, Landwirtschaft, Natur- und Verbraucherschutz ausgezeichnet. Dieser Preis wurde in diesem Jahr erstmals an eine Organisation für herausragende Bildungsaktivitäten im Klimaschutz in NRW verliehen.
2012 und 2013 war das Leverkusener Umweltbildungszentrum als Klimakompetenzzentrum einer von 365 ausgewählten Orten der Initiative „Deutschland – Land der Ideen“.
Die Auszeichnung durch das Nationalkomitee der UN-Dekade Bildung für nachhaltige Entwicklung als „Anerkanntes Dekade-Projekt“ für die Jahre 2006/2007 wurde für 2008/2009 und 2010/2011 erneuert. 2013 erfolgte die Ernennung zur offiziellen Maßnahme der UN-Dekade. Das NaturGut ist das erste Umweltbildungszentrum in Deutschland, das diese Auszeichnung erhielt. Dekade-Maßnahmen setzen Maßstäbe im Bereich der Umweltbildung und dem Eine-Welt-Gedanken und sollen einen dauerhaften strukturellen Beitrag zur nationalen Verankerung von Bildung für Nachhaltige Entwicklung im deutschen Bildungswesen leisten.
Wissenschaftsministerin Svenja Schulze hat den Verein für seine herausragenden Bildungsangebote und Verbraucherinformationen zum Klimaschutz im April 2014 als „Ort des Fortschritts“ ausgezeichnet.
NRW-Klimaschutzminister Johannes Remmel zeichnete das NaturGut Ophoven als Musterbeispiel für den Klimaschutz aus. Im Rahmen der Jahresveranstaltung „Fortschrittsmotor Klimaschutz 2015 – Ausgezeichnete Vorreiter“ im September 2015 in Köln wurde das NaturGut Ophoven in die Riege der besten Projekte NRWs aufgenommen. Das Projekt erreichte in der Kategorie „Ressourcen schonen“ den ersten Platz.
Das NaturGut Ophoven erhielt 2014 im Rahmen der UN-Dekade für Biologische Vielfalt den Titel „Ausgezeichnetes Projekt der UN-Dekade Biologische Vielfalt“. Besonders geehrt wurde die Einrichtung und innovative pädagogische Arbeit am großen Feuchtgebiet „Amphibion“, einem Teil des Geländes.
Als eine der ersten Bildungseinrichtungen in NRW wurde das NaturGut Ophoven im Jahr 2015 „Zertifizierte Einrichtung BNE in NRW“. Ebenfalls 2015 wurde das NaturGut Ophoven als Projekt der Klima Expo ausgezeichnet.
Für sein herausragendes Engagement zur strukturellen Verankerung von Bildung für nachhaltige Entwicklung in Deutschland wurde das NaturGut Ophoven im August 2016 als Lernort mit Auszeichnung des UN-Weltaktionsprogrammes BNE geehrt. Die Jury befand die Arbeit des Klimakompetenzzentrums für so umfassend im Sinne der nachhaltigen Bildung, dass sie dem NaturGut Ophoven die höchste Auszeichnungsstufe „3“ verlieh.
2018 wurde das NaturGut Ophoven zum dritten Mal als UN-Dekade Projekt für Biologische Vielfalt ausgezeichnet.
2020 wurde das NaturGut Ophoven zum vierten Mal als UN-Dekade Projekt für Biologische Vielfalt ausgezeichnet. Diesmal für das Projekt „Leverkusen blüht auf“. Diese Zukunftsinitiative „Leverkusen blüht auf“ will mithelfen, dass mehr Blumen und Insekten in Leverkusen leben. Insbesondere Wildbienen sollen geschützt und unterstützt werden.

## Gäste
Der steigende Bekanntheitsgrad des NaturGuts bescherte ihm zunehmende Anerkennung. Kommunalpolitiker sind häufig zu Besuch, daneben auch Landes- und Bundespolitiker wie Frau Angela Merkel in ihrer damaligen Funktion als Bundes-Umweltministerin ebenso die Bundesumweltminister Peter Altmaier, Barbara Hendricks und Johanna Wanka. Ebenso die NRW-Schulministerinnen, der ehemalige NRW-Umweltminister Klaus Matthiesen, Bärbel Höhn, Jürgen Rüttgers und Eckhard Uhlenberg sowie die NRW-Minister für Umwelt Johannes Remmel und Svenja Schulze. Johannes Rau besuchte das NaturGut 1996 als Ministerpräsident und 2002 noch einmal als Bundespräsident. Unter den ausländischen Besuchergruppen finden sich auch immer wieder Gäste aus China, Japan oder Korea.

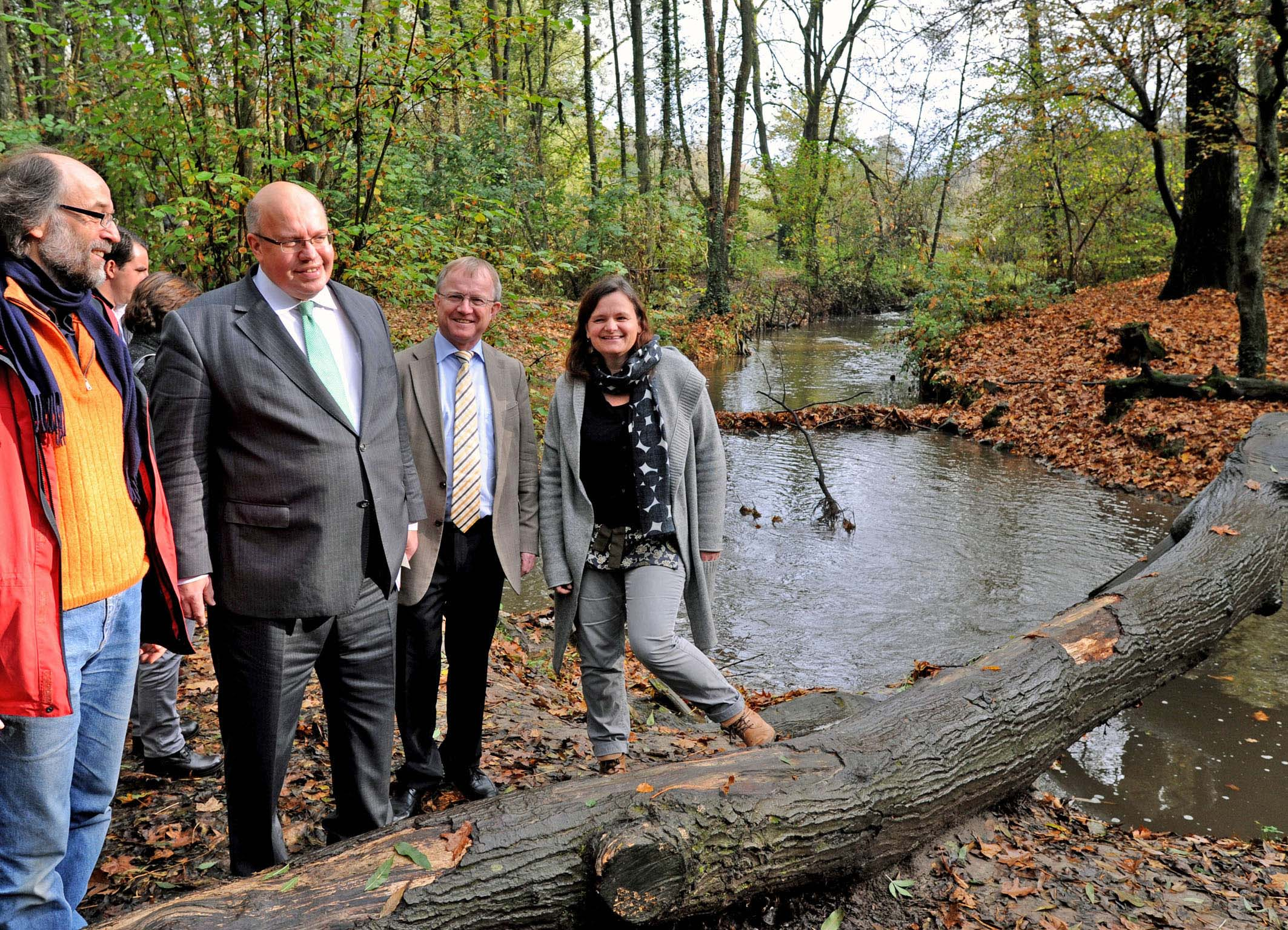
Besuch durch Bundesumweltminister Peter Altmaier, 2012
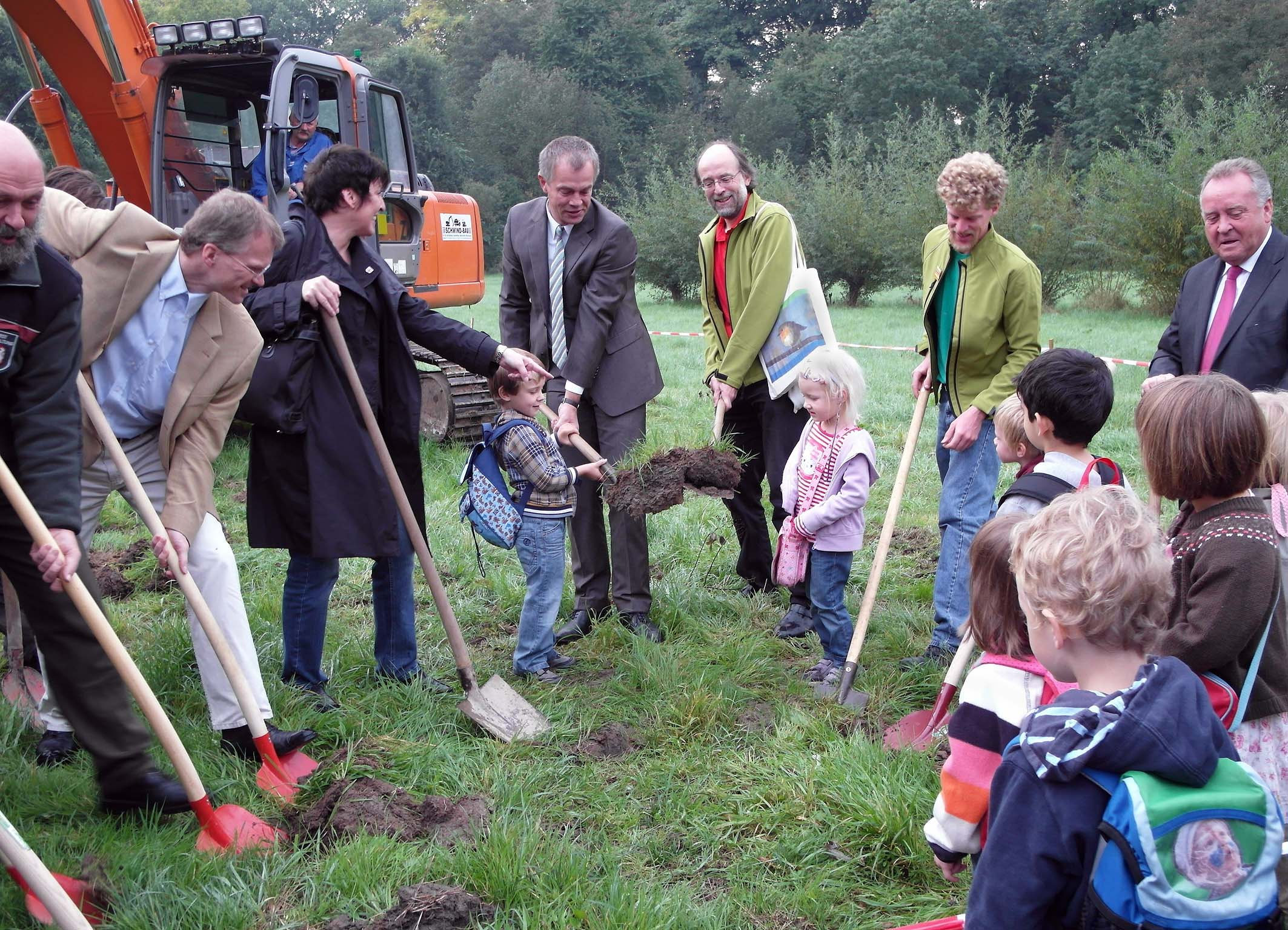
NRW-Umweltminister Remmel zu Besuch
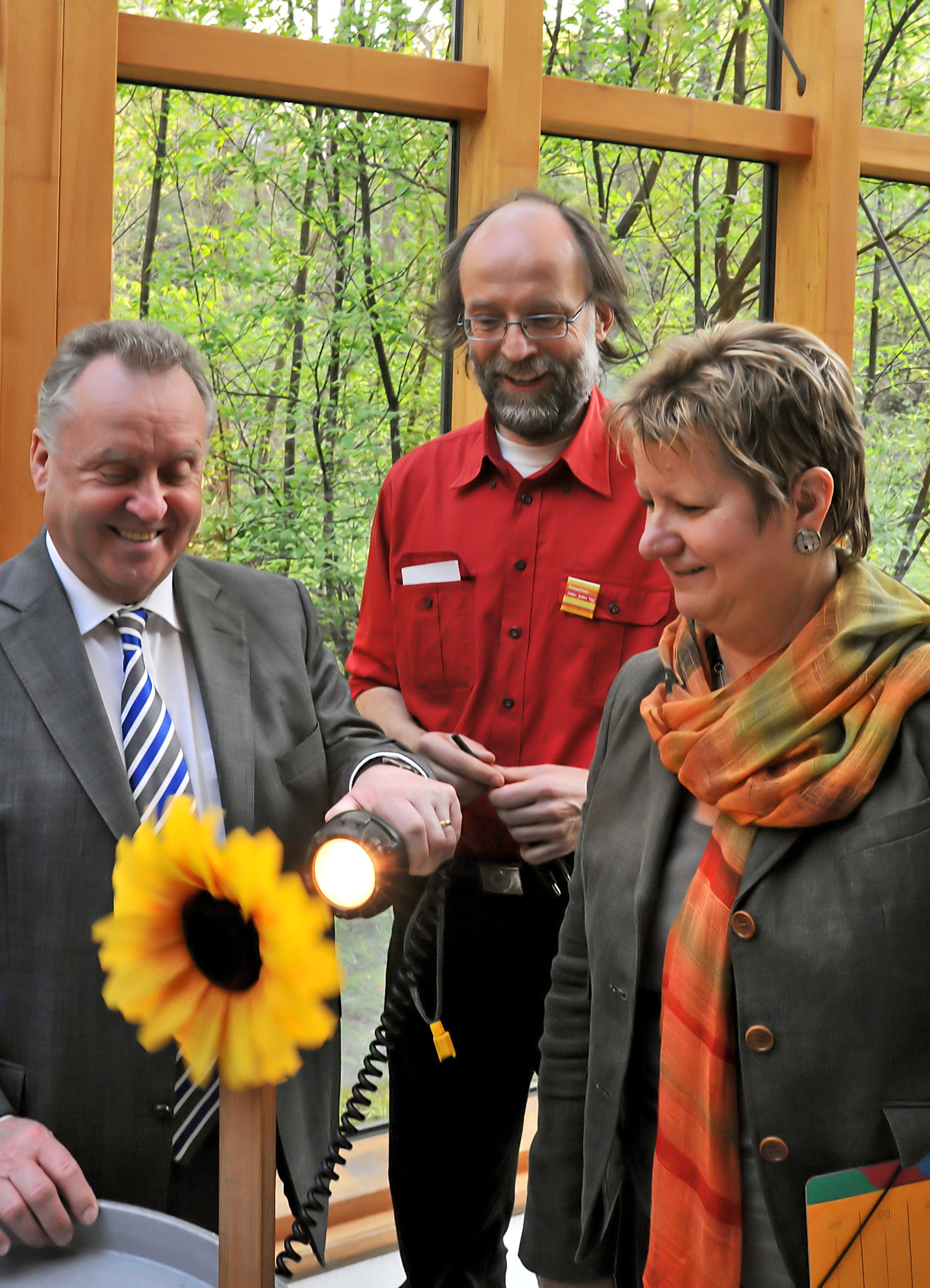
NRW-Schulministerin Löhrmann zu Besuch